# Lievin Cruyl
Lievin Cruyl, även Lieven Cruyl och Livinus Cruylius, född 5 september 1634 i Gent, död före 1720 i Gent, var en flamländsk präst, gravör och arkitekt. Han utförde en rad teckningar och etsningar under sina vistelser i Rom och Paris.

## Biografi
Cruyl studerade teologi, arkitektur, teckning och etsning i Leuven. Som arkitekt var han involverad i ombyggnaden av Sint-Michielskerk i Gent. Mellan 1664 och 1675 vistades Cruyl i Rom, där han utförde en rad gravyrer föreställande stadens monument och landmärken. Med sina nydanande gravyrer kom han att influera bland andra gravören Giovanni Battista Falda och målaren Caspar van Wittel. Under Cruyls tid i Rom genomgick dess stadsbild en genomgripande förändring, initierad av påve Alexander VII. Påven ville höja Roms dignitet och Cruyls gravyrer kan till viss del ses som propaganda för påvens storstadsmässiga vision för Rom.

## Bilder
| - Piazza Navona. - Pantheon. - Quattro Fontane. - Babels torn. |

### Webbkällor
- ”Cruyl, Lievin” ( PDF). Nouvelle Biographie Nationale. http://www.academieroyale.be/academie/documents/FichierPDFBiographieNationaleTome2045.pdf#page=300. Läst 5 mars 2019.